# مقاطعة فراتسا
مقاطعة فراتسا (بالبلغارية: Област Враца)‏ هي أوبلاست (مُقاطعة) بلغارية تقع في شمال شرق بلغاريا. تقع بين نهر الدانوب في الشمال وجبال البلقان في الجنوب. أهم مُدنِها وعاصمتها فراتسا وسُميت المُقاطعة على اسمُها.

## الموقع
موقع المقاطعة بين مقاطعات بلغاريا: